# Chetogaster viridis
Chetogaster viridis là một loài ruồi trong họ Tachinidae.